# Cutthroats
Cutthroats (deutsch: Halsabschneider) ist ein Textadventure des US-amerikanischen Entwicklers und Publishers Infocom aus dem Jahre 1984.

## Handlung
Ort der Handlung ist Hardscrabble Island, eine fiktive Insel, deren Lage nicht näher bestimmt ist, die aber an der Südküste der USA oder in der Karibik liegen dürfte – der Ludohistoriker Jimmy Maher verortet sie an der Treasure Coast im Osten Floridas. Hardscrabble Island war früher ein prosperierender Fischereihafen, in den 1920er-Jahren gingen die Geschäfte aber rapide zurück, und in den 1980er-Jahren, in denen das Spiel spielt, bevölkern nur noch wenige hartgesottene Glückssucher und andere dubiose Charaktere die Insel.
Der Spieler ist ebenfalls Glückssucher und als ausgebildeter Taucher auf eventuelle Schätze aus Schiffswracks aus. Eines Nachts taucht Hevlin, ein alter Bekannter des Spielers, auf, der sehr aufgeregt ist und den Spieler bittet, eine Karte in Verwahrung zu nehmen. Wenig später wird Hevlin ermordet. Auf der Karte sind zwei bislang unentdeckte Schiffswracks verzeichnet, und der Spieler beschließt, eventuell vorhandene Schätze zu bergen. Dabei ist er auf die Mithilfe der Einheimischen angewiesen, von denen sich einige als vertrauenswürdig entpuppen, andere hingegen nicht. Der Spieler schließt sich mit drei weiteren Glückssuchern fragwürdiger Vertrauenswürdigkeit zusammen: Johnny Red, Pete the Rat und The Weasel. Während der Spieler für die geplante Wracksuche Ausrüstung organisiert, muss er sich der Attacken anderer Glückssucher erwehren. Die Tauchfahrt zum Wrack schließlich droht durch ein Crewmitglied sabotiert zu werden, das den potenziellen Schatz im Auftrag eines konkurrierenden Schatzsuchers bergen möchte.

### Charaktere
Johnny Red
Kapitän und Anführer der Abenteurer, mit denen der Spieler die Bergungsexpedition durchführt.
Pete the Rat
Abenteurer, der während der Bergungsexpedition die Rolle des Schiffskochs einnimmt.
The Weasel
Abenteurer, der während der Bergungsexpedition als Matrose tätig ist und, wie der Spieler herausfindet, heimlich mit dem Konkurrenten McGinty zusammenarbeitet.
McGinty
Eigentümer des Bergungsunternehmens McGinty Salvage und als Konkurrent des Spielers Hauptantagonist des Spiels.
Hevlin
Ein befreundeter Matrose, der dem Spieler eine Karte mit den Positionen zweier Wracks zur sicheren Verwahrung übergibt und wenig später ermordet wird – mutmaßlich wegen der Karte.

## Spielprinzip und Technik

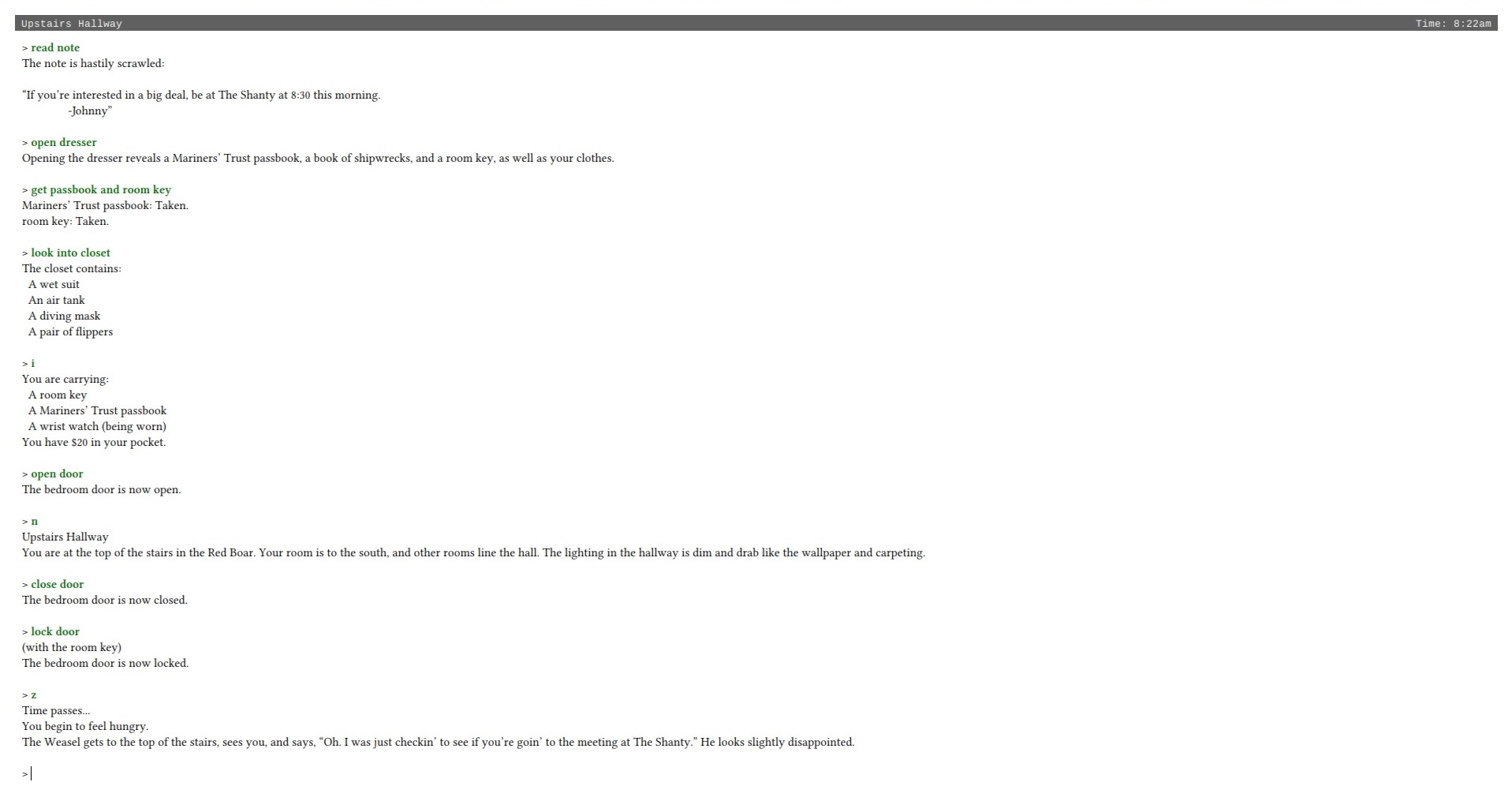
Screenshot

Cutthroats ist ein Textadventure, das heißt, es gibt keinerlei grafische Elemente. Umgebung und Geschehnisse werden als Bildschirmtext aus- und die Handlungen des Spielers ebenfalls als Text über die Tastatur eingegeben. Die Eingaben des Spielers werden durch einen Parser verarbeitet, die Ergebnisse eines Spielzugs als Text ausgegeben. Der Parser des Spiels versteht 790 Wörter, was in Relation zur Anzahl der dem Spiel zu Grunde liegenden 68 Räume einen für Infocom-Verhältnisse eher unterdurchschnittlichen Wert darstellt, 1984 aber immer noch einen deutlichen technischen Vorsprung vor der Konkurrenz bedeutete. Das Spiel enthält Zufallselemente, so gibt es zum Beispiel rund um Hardscrabble Island vier Wracks, von denen zwei (die São Vera und die Leviathan) im Spiel implementiert sind, von denen aber nur ein zufällig festgelegtes den gesuchten Schatz enthält. Je nach vom Spiel ausgewählten Wrack verzweigt sich der Spielfluss – ein Novum der Spieldesigntheorie im Jahr 1984, das dem Spiel einen gewissen Wiederspielwert gab. Für damalige Verhältnisse unüblich war auch die dynamische Charaktergestaltung: Die vom Computer gesteuerten NPCs haben ein Eigenleben und bewegen sich je nach ihren aktuellen Zielen oder zufällig eigenständig über die Insel, so dass der Spieler sie gegebenenfalls suchen oder auf sie warten muss.
Ein gravierender Faktor des Spiels ist Zeit. Das Spiel läuft insofern in einer Art Echtzeit ab, als jeder die Spielwelt beeinflussende Spielzug eine Minute in Anspruch nimmt. Diverse Vorgänge innerhalb der Spielwelt sind abhängig von konkreten Uhrzeiten (so die Öffnungszeiten der Geschäfte und der Fahrplan der die Insel anbindenden Fähre), und NPCs treffen uhrzeitbezogene Verabredungen mit dem Spieler. Dieser kann dadurch in die Lage geraten, verpasste Termine nicht mehr nachholen zu können und das Spiel dadurch in einen unlösbaren Zustand zu versetzen. Ein solches Spieldesign wird in der modernen Interactive Fiction als unerwünscht angesehen, galt damals aber wegen des dynamischen Spielgeschehens als fortschrittlich.

## Produktionsnotizen
Autor Michael Berlyn wurden Infocom-intern für das Projekt Cutthroats Sonderrechte zugestanden. Der profilierte Autor, der vier Romane veröffentlicht hatte und 1983 von Infocom explizit wegen seines schriftstellerischen Hintergrunds angeworben worden war, kam mit der firmeneigenen Engine ZIL nicht gut zurecht und bezeichnete sie als „objektorientierte High-Level-Programmiersprache mit einer Ansammlung von Compilern, Laufzeit-Interpretern und Virtuellen Maschinen von unendlicher Komplexität“. Nachdem er sich für die Infocom-Spiele Suspended und Infidel mit der firmeneigenen Programmierumgebung abgequält hatte, lehnte er sich gegen die ihm verhassten Arbeitsbedingungen auf und lehnte die von Douglas Adams explizit gewünschte Zusammenarbeit für den späteren Erfolgstitel The Hitchhiker’s Guide to the Galaxy ab. Um Berlyn für Cutthroats zu motivieren, stellte Infocom ihm mit Jerry Wolper einen MIT-Absolventen an die Seite, der sich um alle technischen Belange des Spiels kümmern sollte.
Infocom vermarktete ihre Spiele nach Themen; Cutthroats wurde gemeinsam mit den Spielen Infidel, Seastalker, Hollywood Hijinx und Shogun in die Rubrik "Tales of Adventure" einsortiert, die sich grob in das von der Filmindustrie verwendete Genre „Abenteuer“ einordnen lassen. Als Beilagen („Feelies“) enthielt Cutthroats ein fiktives Magazin namens True Tales of Adventure, ein Buch der fiktiven Hardscrabble Harbor Historical Society mit Informationen zu gesunkenen Schiffen der Umgebung, eine Tauchkarte mit Längen-, Breiten- und Tiefenangaben mehrerer Wracks sowie die Preisliste eines Ausrüstungsgeschäfts für Tauchbedarf. Diese Beilagen werden im Spiel referenziert und stellen mithin einen Kopierschutz dar. Gegen Bezahlung konnte der Spieler, wie bei Infocom-Spielen üblich, schriftliches Hilfsmaterial zur Lösung des Spiels anfordern, das eine verschlüsselte Schritt-für-Schritt-Lösung ("InvisiClues) sowie Kartenmaterial beinhaltete.
Mit knapp 80.000 verkauften Kopien war Cutthroats für Infocom-Verhältnisse relativ erfolgreich.

## Rezeption
Cutthroats erhielt vorwiegend positive Rezensionen. Die britische Computer and Video Games lobte einen „guten Plot“ und einen „großartigen Sinn für Humor“, bezeichnete das Adventure als „superb“ und vergab die Höchstwertung von 10. Das Atari-Magazin Antic stellte die Packungsbeilagen und das der Konkurrenz deutlich überlegen Niveau des Spiels positiv heraus, merkte aber an, dass die Handlung einem zu starren Rahmen folge und die Rätsel des Spiels zum Teil unlogisch seien.
Der Ludohistoriker Jimmy Maher kritisierte 2013 in einer Retrospektive, dass Autor Berlyn wie schon in seinen beiden anderen Spielen für Infocom unempathisch mit seinen Charakteren umgehe. So gebe sich der Spielercharakter am Ende des Spiels mit seinem gehobenen Schatz zufrieden und überspiele den Tod seines Freundes Hevlin, der nie aufgeklärt würde.